# Халед Машаал
Халед Машаал или Халед Машал (на арабски: خالد مشعل) е председател на Политическото бюро на Палестинското движение за ислямска съпротива (Хамас).

## Биография
Роден е в село Силвад, край Рамалла, (Западен бряг на река Йордан).
След Шестидневната война през 1967 емигрира в Кувейт. Учи в гимназия, а по-късно учи физика в Кувейтския университет, където получава степен бакалавър. Още на 15-годишна възраст постъпва в редиците на ислямистката организация „Братя-мюсюлмани“. В университета се занимава с политическа дейност в рамките на палестинската общност.
След завършване на университета преподава физика в училище.
През 1987 г. участва в създаването на Хамас, влиза в състава на неговото Политическо бюро.
След окупацията на Кувейт от Ирак (август 1990) емигрира в Йордания.
От 1996 г. е председател на Политическото бюро на Хамас, заменяйки на този пост Муса Абу Марзук, който е арестуван по време на визита в САЩ през 1995 година (освободен е през 1997, след това остава член на бюрото на Хамас).

## Опит за убийство
На 25 септември 1997 г., по нареждане на премиера на Израел Бенямин Нетаняху, десет агенти от израелското разузнаване (Мосад), влизат с канадски паспорти в Йордания и впръскват отрова в по шията на Машаал. Двама от агентите са заловени от йорданската полиция. По искане на йорданските власти, Израел предоставя противоотрова и освобождава от затвора духовния лидер на Хамас Ахмед Ясин. В замяна израелските агенти са освободени и екстрадирани в родината си.